# Каприати а Волтурно
Каприа̀ти а Волту̀рно (на италиански: Capriati a Volturno) е село и община в Южна Италия, провинция Казерта, регион Кампания. Разположено е на 290 m надморска височина. Населението на общината е 1661 души (към 2010 г.).